# Židovské město v Boskovicích

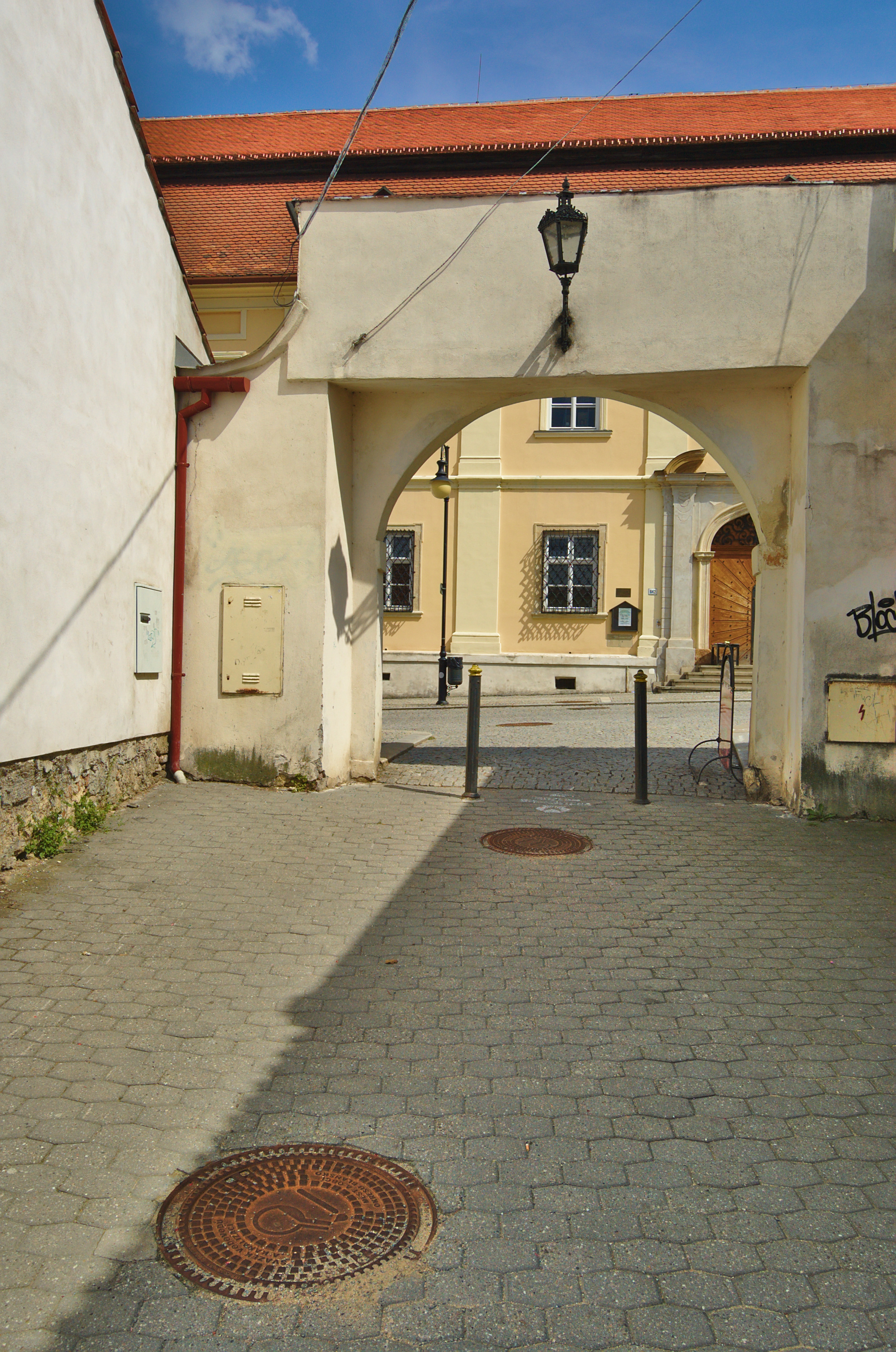
Židovská brána, jediná dochovaná, z roku 1753

Židovské město v Boskovicích se rozkládá v jižní části města Boskovice v okrese Blansko na ploše 5 hektarů. Patří k nejzachovalejším židovským památkám v Česku a je propagováno každoročním festivalem „Boskovice – Festival pro židovskou čtvrť“.
Celá židovská čtvrť vytváří samostatný urbanistický celek nacházející se jižně od historického jádra Boskovic. Stejně jako v jiných městech drželi Židé svou komunitu od zbytku města a žili po staletí bez jakýchkoliv omezení. Obyvatele ovšem doprovázelo mnoho nevýhod. Například zákaz provozu podomního obchodu v okolních vesnicích, který vešel v platnost roku 1565 a nemohli překročit hranice ghetta v době křesťanských svátků a po setmění.
Stálo zde asi 100 domů, které byly rozděleny na 138 bytových jednotek. Ghetto zaznamenalo řadu požárů a to v letech 1696, 1823, 1839, 1870, 1882 a 1906.

## Historie
Počátek židovského osídlení v Boskovicích je předmětem dohadů. Několik židovských rodin zde žilo snad již v polovině 14. století, ale spolehlivě je místní židovské osídlení doloženo až v 16. století. Vliv na rozvoj židovské komunity mělo patrně rozhodnutí krále Ladislava roku 1454 vyhnat Židy z královských měst. Spolu s obcí se musel vystavět i židovský hřbitov, synagogy a další. Roku 1589 zde žilo asi 148 lidí ve 25 rodových domech. Mezi roky 1715-1716 při morové epidemii zahynulo několik stovek Židů. Tehdy byly zavřeny a zatlučeny brány, aby se nemoc dál nešířila.
Samotné oddělené ghetto však vzniklo až roku 1727 a od poloviny 18. století bylo odděleno dvěma branami a řetězy. Třetí brána vznikla až po roce 1823 po velkém požáru.
V roce 1727 se konalo první sčítání obce, které oznamovalo počet 1531 Židů, kteří bydleli ve 38 rodových domech, 97 přístavbách a 40 chalupách na pozemcích rodových domů. Brzy poté patřilo židovské ghetto v Boskovicích k největším na Moravě. Roku 1726 byl však vydán zákon, který v Boskovicích povoloval jen 326 židovských rodin.
Největšího počtu obyvatel dosáhlo ghetto po emancipaci roku 1857, kdy byli obyvatelé uvolněni od předsudků obyvatelstva. Tehdy tu žilo 1810 Židů a domovské právo mělo 2018 Židů – třetina všech obyvatel Boskovic. V té době se ghetto změnilo na politicky samostatnou obec se starostou, policií a od roku 1863 i hasičským sborem. Patřilo mezi dvě židovská města na Moravě, která měla vlastní katastr. (Druhým takovým byla obec v Holešově.) Obec měla také svého vlastního rychtáře, který podléhal purkmistrovi.
Roku 1851 se stal zdejší rabín Abraham Placzek moravským zemským rabínem (a byl jím až do své smrti roku 1884). Tím dostala obec plnější význam.
Ve 2. polovině 19. století se začali majetnější Židé stěhovat z ghetta do větších ekonomicky přitažlivějších měst. To znamenalo, že se židovská obec stala domovem chudé vrstvy obyvatelstva. Samostatná židovská politická obec zanikla roku 1919 sloučením s městem Boskovice. Počet obyvatel se za první republiky snížil na necelých 400. V průběhu druhé světové války, ve dnech 14.–15. března 1942, nacistické úřady deportovaly 458 Židů do koncentračního tábora Terezín a do dalších táborů. Po skončení druhé světové války se vrátilo pouze okolo 20 osob. Většina z nich však brzy odešla.
V roce 1953 bylo zrušeno samostatné katastrální území židovského města a společně s rovněž zrušenými katastry Dolního a Horního Předměstí bylo sloučeno s katastrem historického jádra Boskovic.

## Architektura a stavby
V židovské části města Boskovice se nachází 20 památkově chráněných staveb spolu s bránou, kašnou a masnými krámy. Podle nálezů ve sklepích domů se za nejstarší část Židovského města považuje okolí náměstí U Vážné studny, ulice U Koupadel a ulice Traplová.
K největšímu rozšíření ghetta došlo na počátku 18. století s nástupem rodu Dietrichsteinů směrem k Plačkové ulici a k Bílkové ulici. V 19. století nastalo přistavění domků na obvodu na tzv. židovských zahradách. Ve 20. století se čtvrť rozrostla o část bývalého zámeckého parku.
Mezi významné architektonické prvky patří zdůraznění nároží budov arkýři. Díky požárům a různým architektonickým slohům byla zástavba ovlivněna několika slohy. Objevovaly se zde prvky, od gotických portálů přes barokní prvky kleneb až po renesanční domy. V současné době je vzhled budov převážně klasicistní díky poslednímu požáru 1. května roku 1823. Domy získaly převážně empírový vzhled s ornamentálními prvky. Většina domů se však dočkala opravy až v letech 1990.
Nacházela se tu kondominia a na některých domech se také zachovala mezuza. Když se Židé vraceli domů, a nebo když přišli sousedé na návštěvu, mezuzy se dotkli a políbili si prsty. Tímto vzdali úctu tóře a také tím dali najevo, že ví, jak se mají v židovské domácnosti chovat. Mezuzy se pak dotkli při odchodu a tím potvrdili, že se proti dobrému chování neprohřešili. O obsah mezuzy se však muselo pečovat. Svitek s textem, který byl uvnitř, se nesměl poškodit a také ho jednou za čas zkontroloval písař.

## Kulturní památky a stavby

### Ulice Plačkova

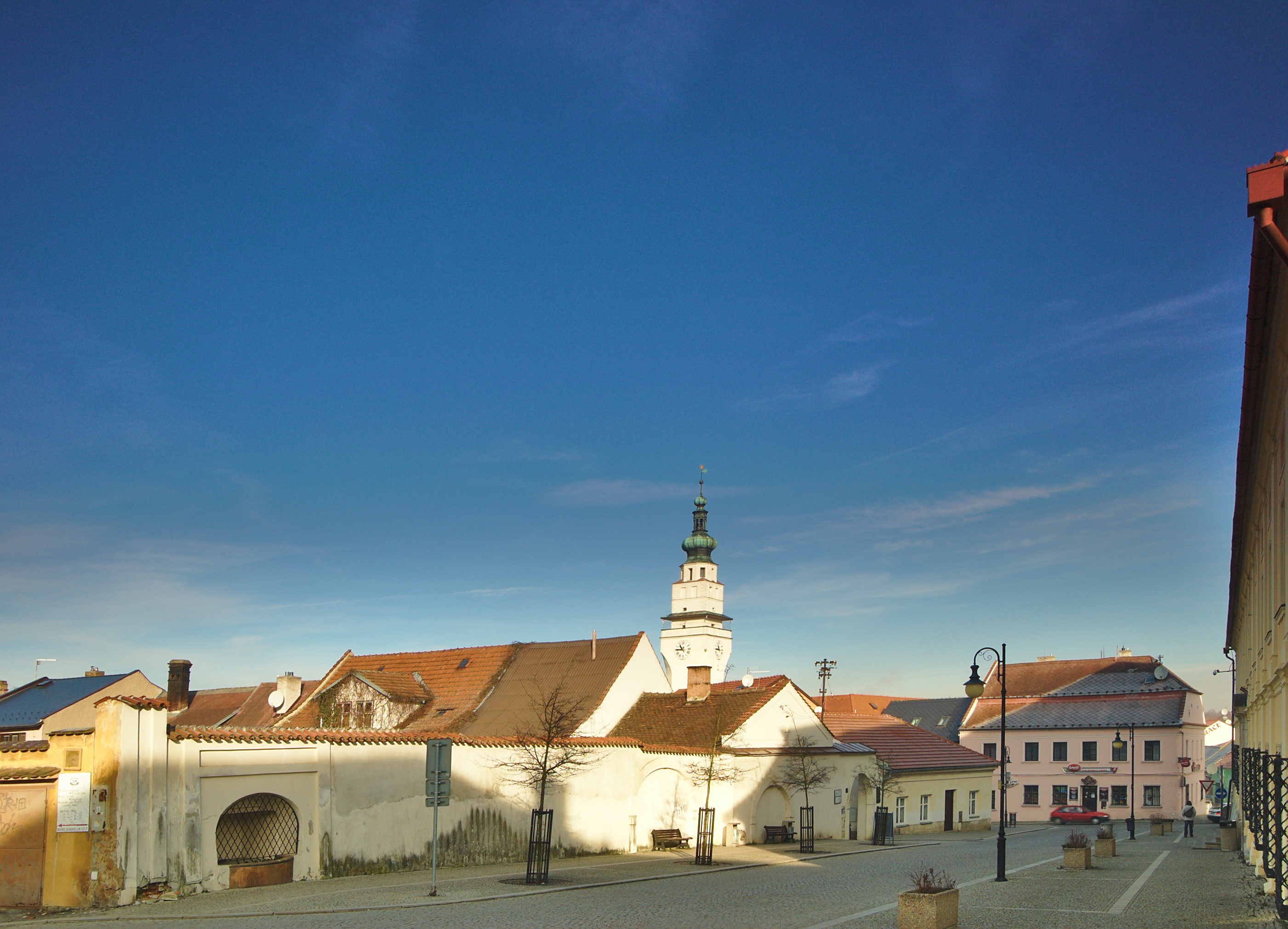
Zeď oddělující židovskou čtvrt a brána do židovského města

Jedinou dochovanou vstupní bránu do bývalého ghetta lze nalézt na začátku Plačkovy ulice. Brána se začala stavět 5. května 1753 a byla dokončena 25. srpna 1753. Dříve byla její součástí vrata, která se na noc zavírala. Naplňovala tak smysl ghetta, jakožto čtvrti, v níž žijí odděleně lidé stejného náboženského či rasového původu. Od roku 1926 se usilovalo o její zbourání, ale tento zákrok nebyl povolen. Roku 1994 byla opatřena starobylou svítilnou (replika) a roku 1998 byly do brány přidány dva sloupky, aby bránu nepoškozovaly automobily.

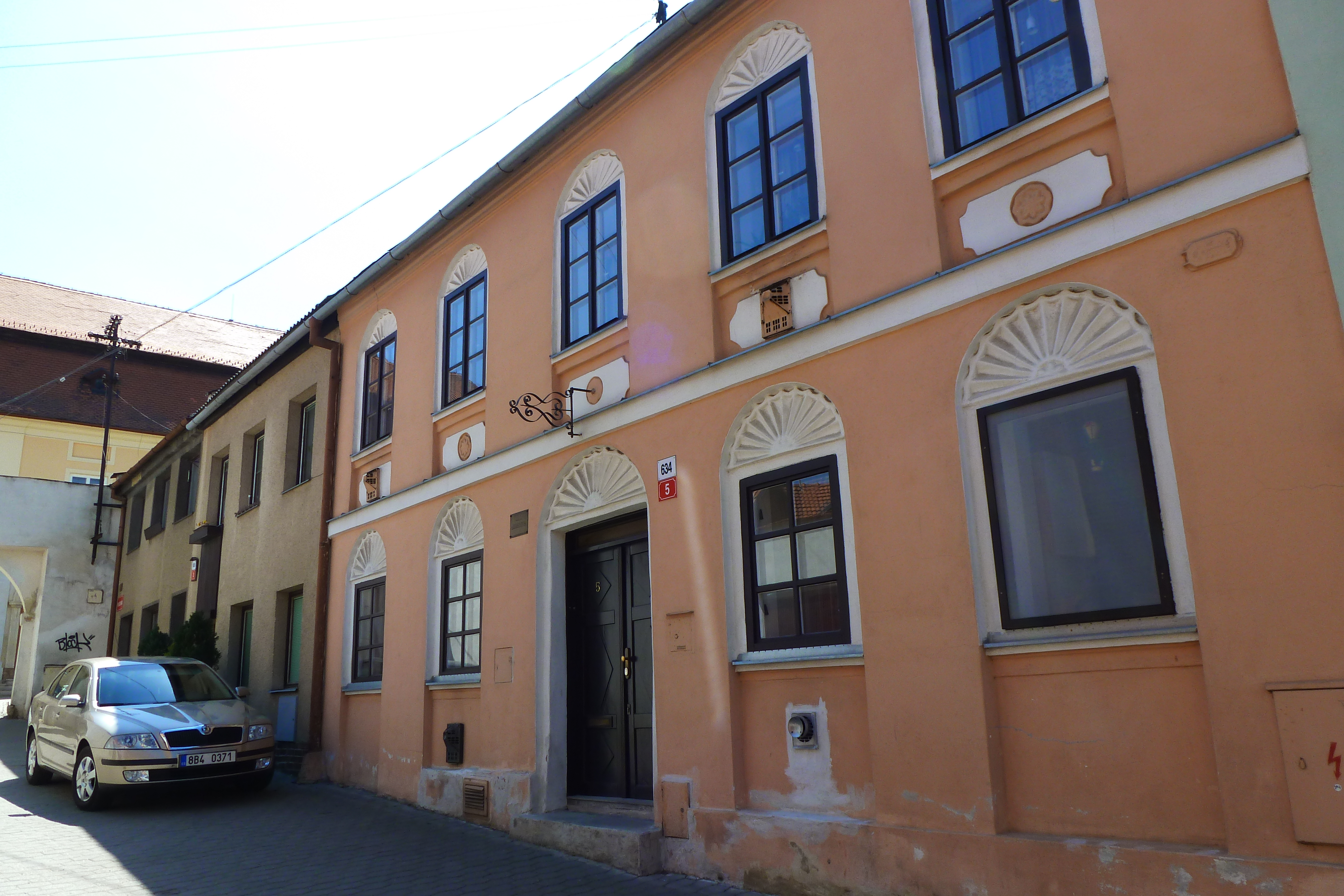
Plačkova 5

Hned na počátku Plačkovy ulice se nachází obytný dům č. p. 5. Jeho fasáda v empírovém stylu pochází z doby po roce 1823, kdy přestála velký požár. Vedlejší domy č. p. 1 a č. p. 3 byly fasádou obdobné, ale roku 1970 byla fasáda znehodnocena tehdejšími majiteli.
Majitelem obytného domu č. p. 6 byl při požáru Abraham Brand. Tehdy byl tento dům pouze přízemní. Po požáru bylo přistavěno patro a stavba změnila majitele. Dům zažil přestavbu roku 1980 a jeho vnitřní prostředí bylo narušeno. Nad vchodem se také nachází kovová deska s nápisem „Bílé na černém – na památku zničení – 1823“.

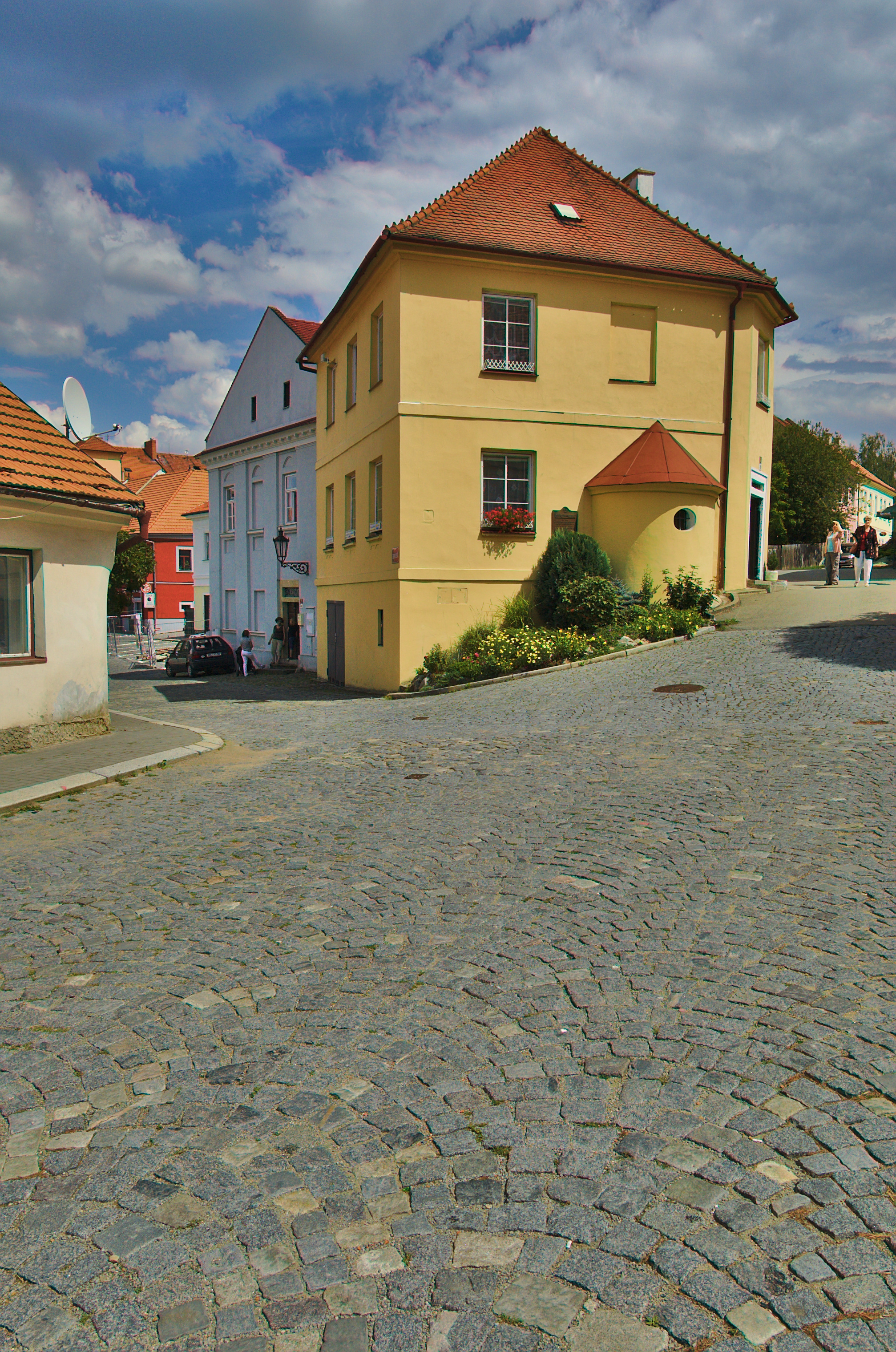
Plačkova 12

Za nejhezčí dům z celé židovské čtvrti je považován obytný dům č. p. 12 s nepravidelným půdorysem a půlkruhovým přístavkem ve tvaru apsidy.

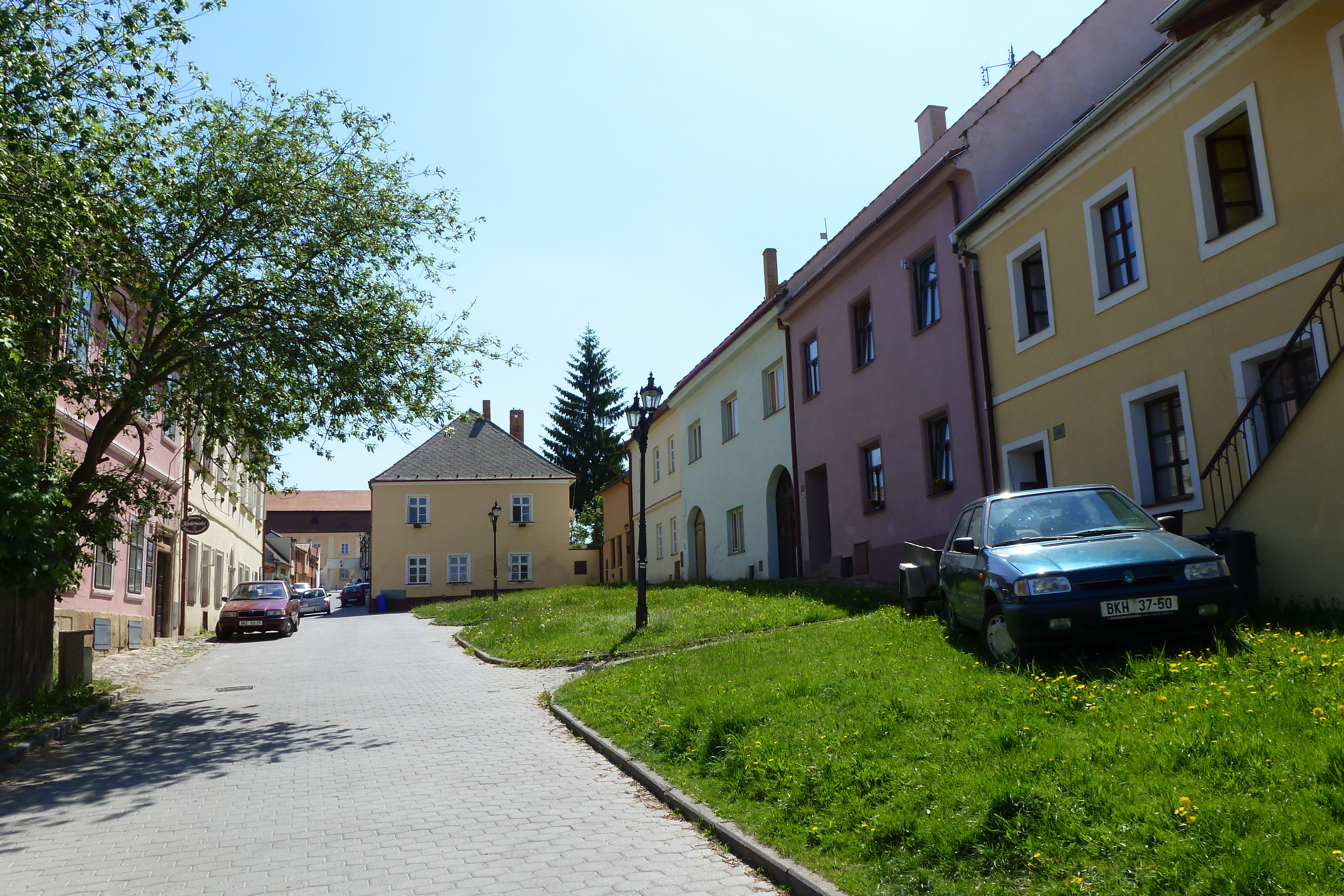
část ulice Plačkova

Zajímavý je téže obytný dům č. p. 25, jedna z nejstarších staveb v ghettu. Sklep domu je v renesančním stylu a zbytek domu je ve stylu barokním. Roku 1823 po požáru byl dům opraven. Koncem 19. století tento dům obýval známý rakouský rituální řezník Fleischman s rodinou.
Obytný dům č. p. 35 byl postaven roku 1823 po požáru a v tehdejší době patřil Wilhelmu Zwickerovi. Poté několikrát změnil majitele a roku 1855 bylo přistavěno schodiště do prvního patra. Roku 1997 byla fasáda domu obnovena a s ní i schodiště a střecha.
Naproti domu č. p. 12 stojí Rabínský dům č. p. 45. Ten byl původně křesťanským gruntem, jehož majitel roku 1711 povolil na této parcele tři masné krámy. Za teoreticky neznámých okolností přešel dům do majetku vrchnosti. Proto poté sloužil jako hostinec. Koncem 18. století zde fungovala normální židovská škola. Od roku 1851 sloužil jako příbytek a úřadovna moravského zemského rabína Abrahama Plačka. V roce 1852 obec přikoupila část vedlejšího domu a masné krámy byly roku 1854 zrušeny.

### Náměstí U Vážné studny
Náměstíčko se napojuje na ulici Plačkova. Židé si na něm vybudovali napůl zahloubené masné krámy. Roku 1854 zde bylo 5 masných krámů. Tím vyřešili místní terénní nerovnosti na ulici U Vážné studny a zároveň chlazení kvelbů. Na jejich místě bývalo sídlo obecního strážníka. Ta však byla zničena požárem.
Dům č. p. 3 – v roce 1855 tu bývala obecní kancelář.
Obytný dům č. p. 7 – v letech 1808–1860 zde bývala výrobna likérů s hospodou. V prvním patře se roku 1920 nacházela učebna 1. třídy obecné školy. Dům byl poté roku 1823 přestavěn. Interiér je v původní podobě.
Obytný dům č. p. 5 – v přízemí domu býval obchod a za druhé světové války zde sídlil řezník.
Obytný dům č. p. 9 – býval židovskou hospodou a roku 1887 byl přestavěn do dnešní podoby. Toto místo bylo také středem společenského života. Nacházel se zde divadelní a taneční sál, a kasino.

### Ulice Bílkova
Dům č. p. 5 – sídlila zde továrna na výrobu bot, která zanikla roku 1935.
Dům č. p. 7 – bývalý obecní dům a škola tvořili celek s nemocnicí. Ta se datuje už k roku 1752. Obecní dům zde byl později a to roku 1824. Od roku 1849 do roku 1855 tu bylo okresní hejtmanství a později židovský obecní úřad a židovská německá škola. Po zrušení německé školy zde sídlila česká národní škola a od roku 1942 městská knihovna.

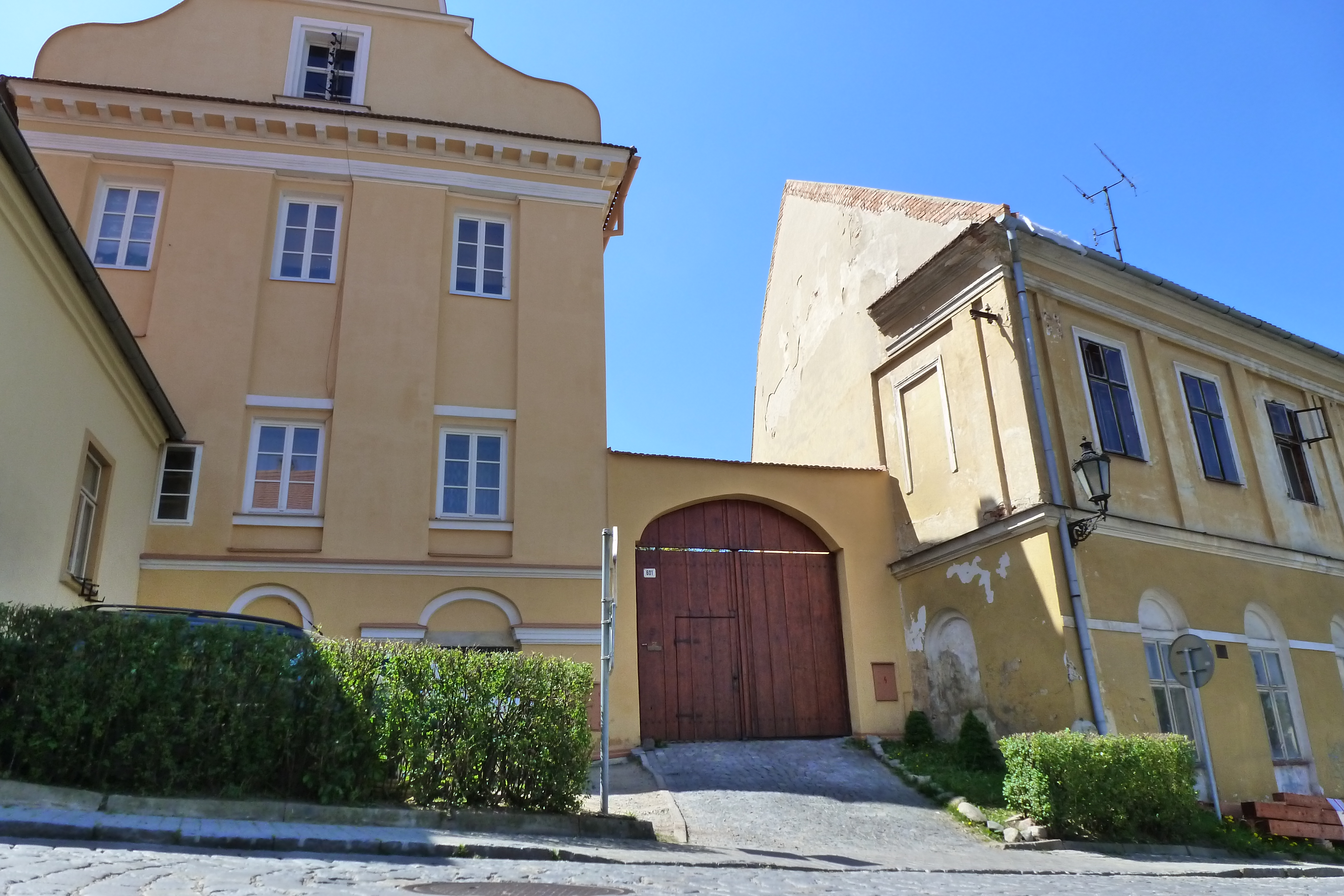
Budova na ulici Bílkova

Obytný dům č. p. 13 – byl zachráněn před požárem roku 1823. V roce 1855 se zde nacházela hospoda a roku 1880 zde byla konfekční továrna M&J Mandel.

### Ulice Velenova
Dům č. p. 3 – bývalá továrna byla postavena roku 1880 Moritzem Saxi. Byla to továrna na výrobu plechových a dřevěných krabiček. Roku 1856 zde byla židovská mateřská a dívčí škola. Roku 1900 byla před ni přistavěna tělocvična spolku Makkabi. Po druhé světové válce škola zanikla.
Obytný dům č. p. 14 – byl obnoven po požáru roku 1823 a je to poslední dům židovského města. Po výstavbě domů v židovských zahradách zde byl upevněn řetěz. V podkroví je umístěna suka – dočasné obydlí používané při svátku Sukot.

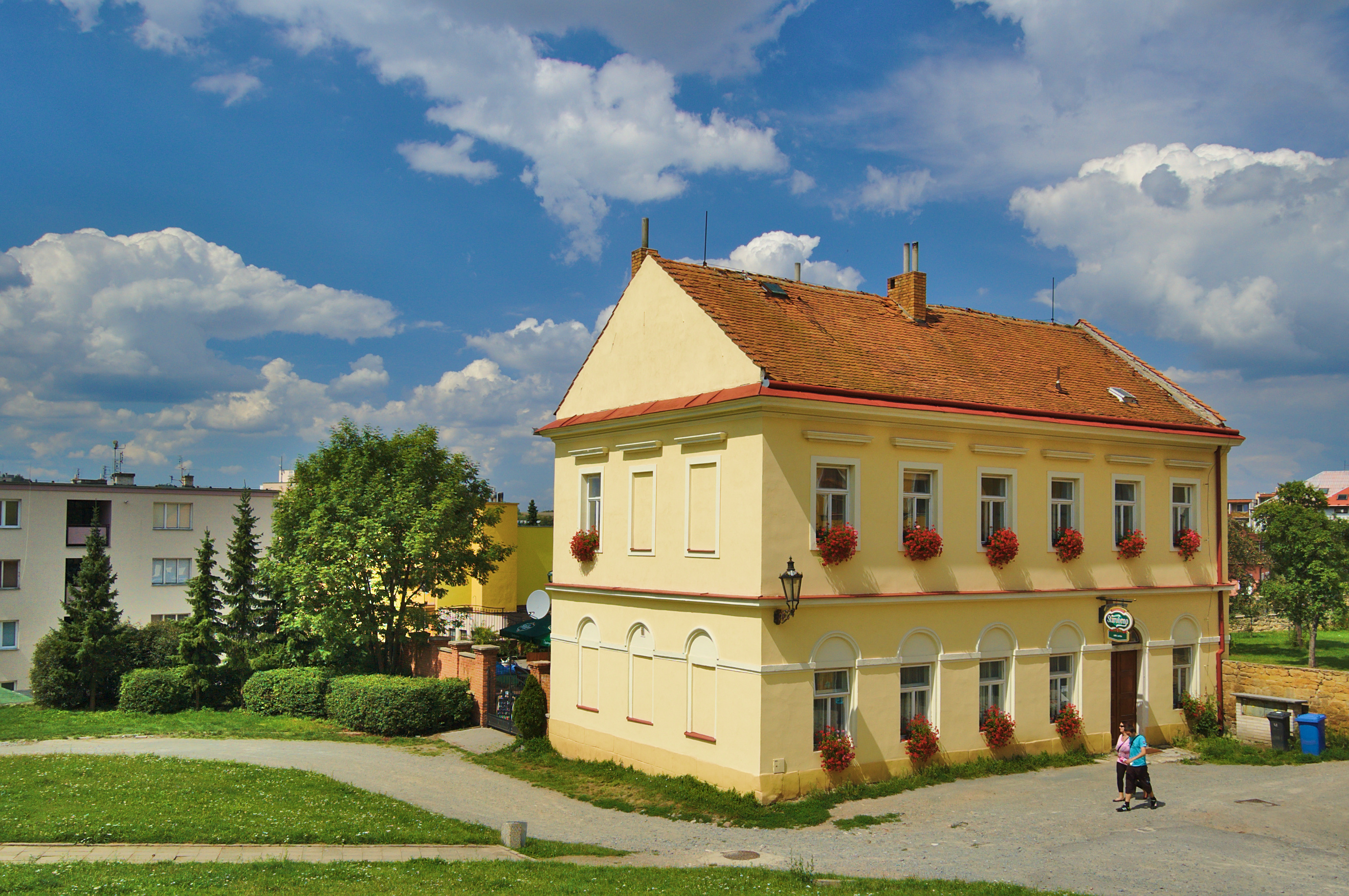
Ulice U Koupadel

### Ulice U Koupadel

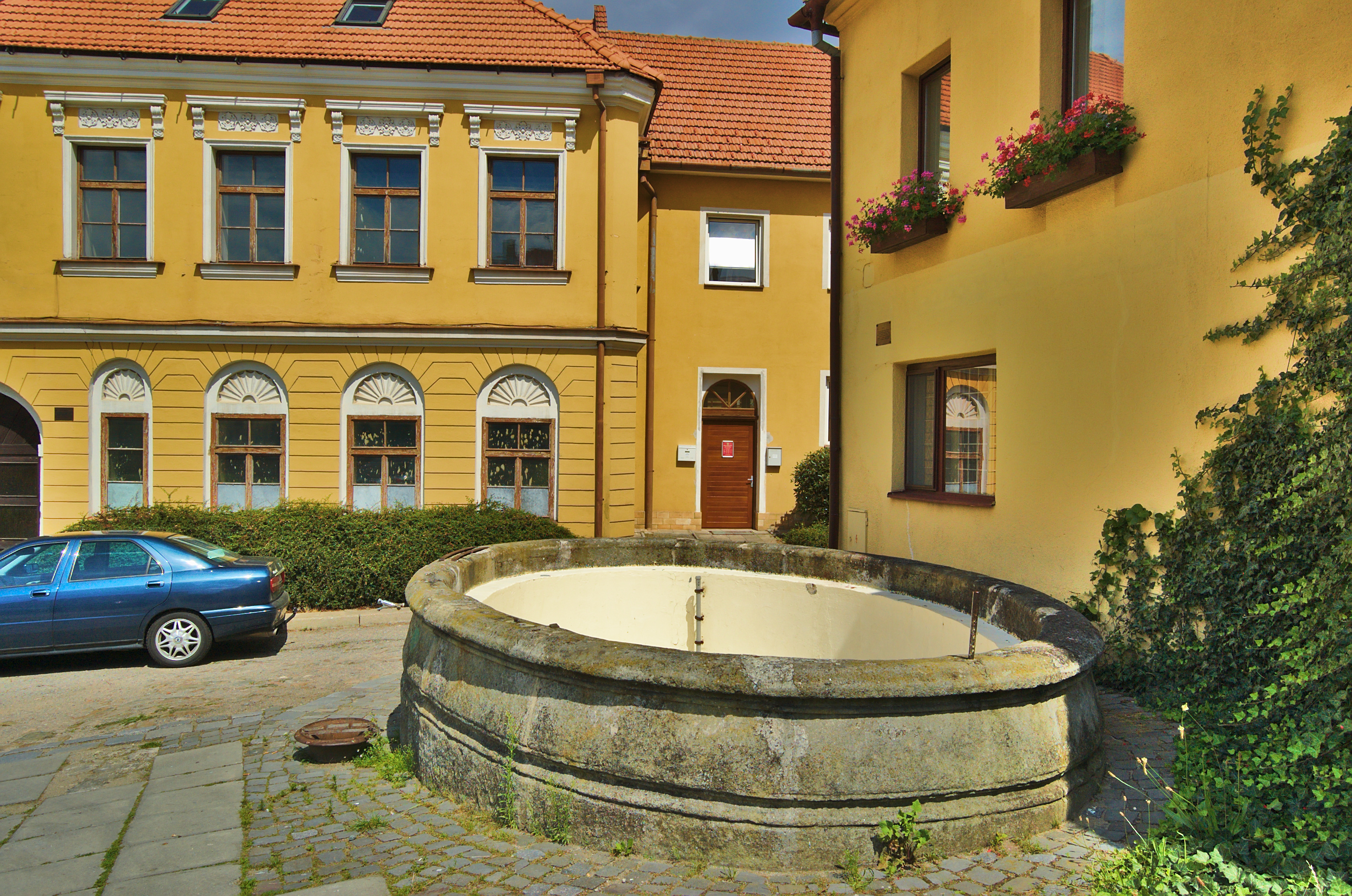
Kašna U Koupadel

Nachází se zde kamenná kašna z roku 1875. Na jejím místě stály původně mužské lázně, které vyhořely roku 1823. Kašna od roku 1856 sloužila jako zásobárna vody pro lázně.

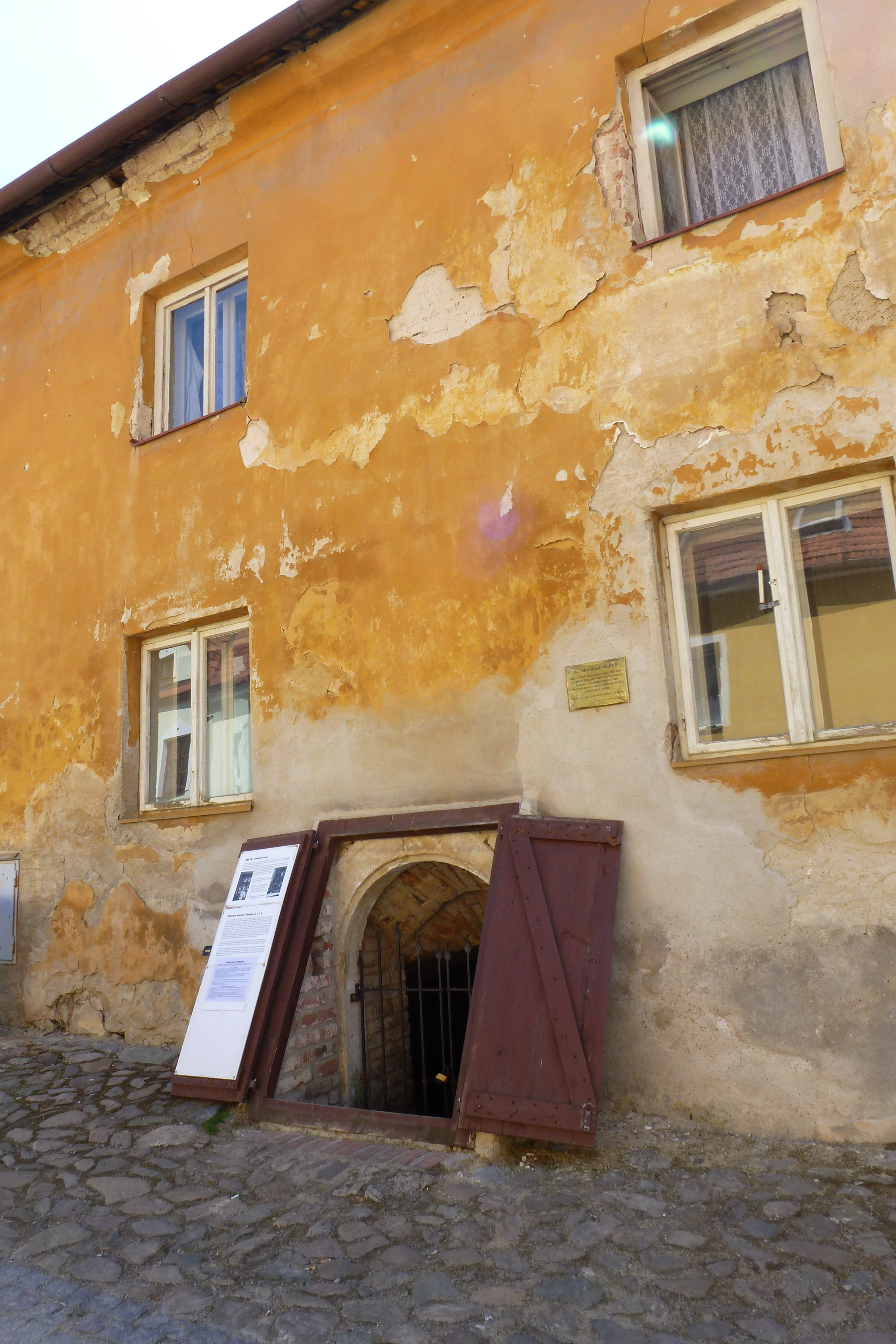
mikve

Dům č. p. 8 – bývalé židovské lázně se nacházely na ulici U Koupadel a jejich existence je doložena k roku 1684. Lázně byly situovány u potůčku v nejnižším místě ghetta. Jejich součástí byla i rituální lázeň mikve na ulici U Templu. Tato mikve je jedinou zachovalou a přístupnou mikví na Moravě. Objevena byla teprve před několika lety. V roce 2005 byla opravena a zpřístupněna pro veřejnost. Byla tak hluboká, že se do ní vešel celý člověk a tekla do ní studená pramenitá voda. Ženy navštěvovaly mikve při několika příležitostech: nevěsta před svatbou, ženy po porodu a po menstruaci, muži zase před všemi židovskými svátky. V nádvorních arkádách stály kdysi také očistné lázně s deseti vanami, které byly v provozu ještě po roce 1950.
Dům č. p. 6 – býval tu obchod s obilím a sladem. Poté se stal tovární budovou.
Dům č. p. 1 Antonína Trapla, sloužil podle legendy jako knížecí palírna. Provozovali zde pálenici i hospodu. Později zde býval obchod se smíšeným zbožím.

### Ulice Zborovská
Dům č. p. 11 „na císařské" – v tomto domě se narodil spisovatel Hermann Ungar. Roku 1860 zde bývala výrobna a výčep likérů.
Obytný dům č. p. 5 – byl postaven roku 1709 a poničen požárem roku 1823. V roce 1994 zde byla ve sklepě objevena rituální lázeň mikve.

### Synagogy

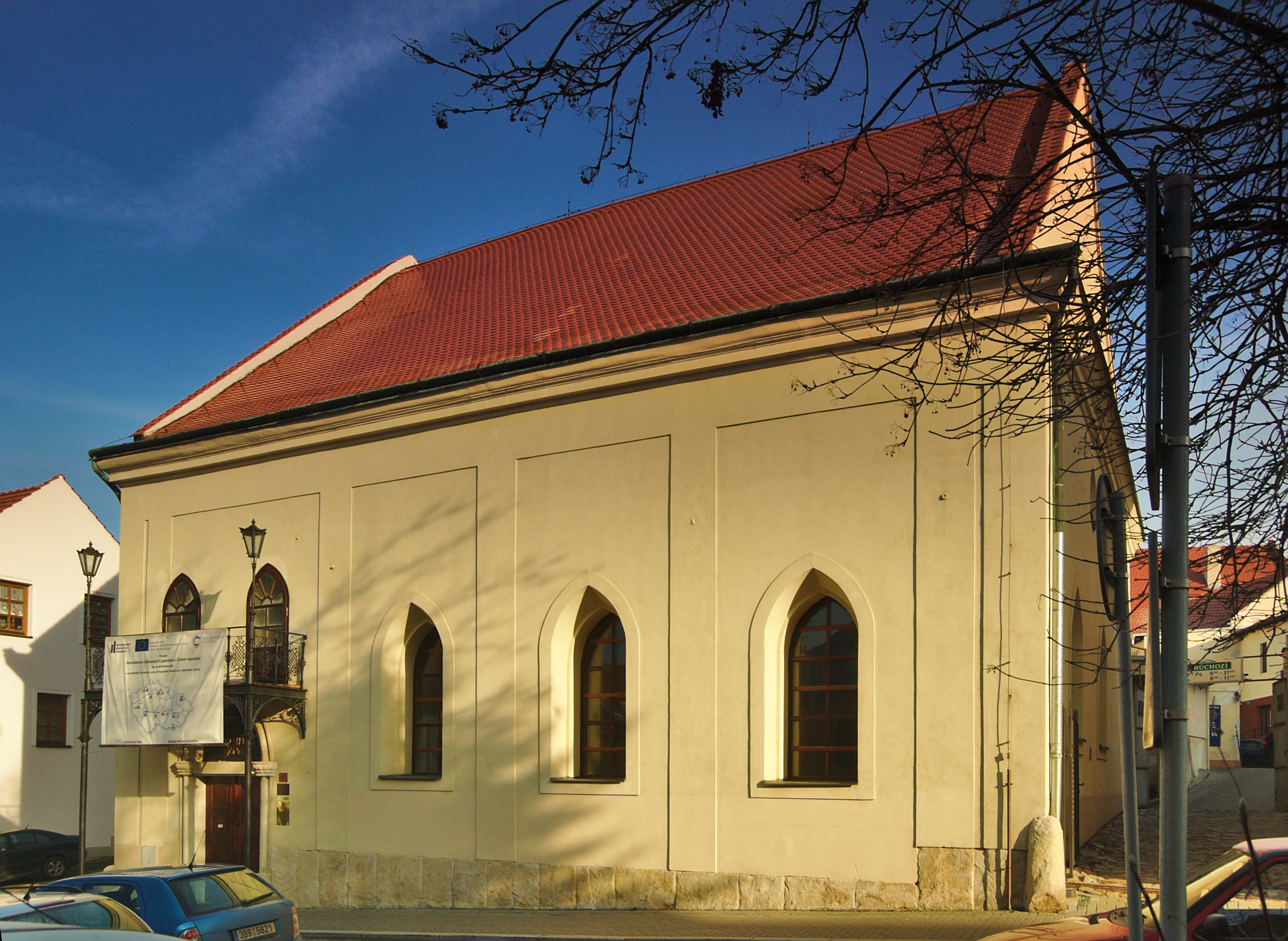
Synagoga Maior

Synagoga Maior je nejvýznamnější stavbou židovského města. Její starší část postavil roku 1639 italský architekt Sylvestr Fiota a na sklonku 17. století byla budova rozšířena směrem k náměstí. Poslední předválečné úpravy provedl brněnský architekt Ernst Wiesner. Bohatá výmalba památky, odborníky považovaná za příklad nejucelenější výzdoby synagog v českých zemích, pochází z 2. poloviny 17. a z počátku 18. století. Uvidíte tu přírodní motivy i tajemně vypadající hebrejské nápisy, které sloužily jako nápověda zbožným, ale chudým Židům, kteří neměli vlastní modlitební knížky. V synagoze si majetnější lidé mohli zaplatit vlastní sedadla.
Synagoga Minor byla nejstarší synagogou židovského města. Existovala už v 16. století a první písemný doklad o její existenci se datuje k roku 1586. Ulice Traplova byla nejvíce asanována po roce 1945. Největší ztrátou na ulici byla právě synagoga Minor. Budova pak sloužila jako studovna, v přízemí se nacházela klenutá síň a ješiva. Vyučoval zde také talmudista Šemuel ha-Levi Kolin. V polovině 50. let 20. století byla synagoga zbourána kvůli špatnému stavu. (Zanikla také synagoga Löw Beerova, která stála naproti synagoze Minor. Tato synagoga sloužila jako modlitebna pro ženy v domě, kde se nacházel sirotčinec.)

### Židovský hřbitov
Jihozápadně od židovského města, na území bývalého Dolního Předměstí, se nedaleko nachází židovský hřbitov, který s více než 2 500 náhrobky patří mezi jeden z největších v České republice. Počátky existence židovského hřbitova se datují k 16. století. A doklady, které potvrzují existenci se datují až k 17. století.[ujasnit] Na židovském hřbitově v Boskovicích je také pohřbena řada významných osobností, jako například moravský zemský rabín Abraham Placzek. Hroby jsou umístěny ve vrstvách nad sebou kvůli malé ploše hřbitova.[zdroj⁠?!] Proto jsou náhrobky rozmístěny blízko u sebe.

### Ostatní budovy
Ghetto mělo také v 19. století modlitebnu v budově židovské školy a ve třetí synagoze Löw-Beera (sirotčinci a nadačním domě).

### Nezastavěné parcely
Západně od domu č. p. 6 se nachází velká proluka. Ta je pozůstatkem válečných událostí druhé světové války. V květnu roku 1945 zde vybuchly 3 domy. Na protější straně ulice vznikla také proluka, kde byly roku 1997 nahrazeny dva zničené domy budovou „Středisko zdraví“.

## Obyvatelé
V rozmezí 15.–16. století jsou zde zaznamenány informace o řemeslech typu: koželuh, švec, jirchář, mečíř, sklenář, zlatník nebo hrnčíř. Některé historické záznamy potvrzují také informaci, že se Židé mohli po schválení magistrátem stát mistry v řeznickém cechu. Židé pracovali také jako obchodníci, lichváři a páleníci. Například zde měl tradici obchod s husami, který se připomíná každoročními Husími slavnostmi. Místní židé se v 19. století stali zakladateli moderní průmyslové výroby. Zakládali továrny jako (Ticho nebo Eisler, Popper, Löw Beer, atd.)
V ghettu žili také významné osobnosti, jako například talmudisté, rabíni, herci, zpěváci, vědci nebo spisovatelé. Nejvýznamnějším spisovatelem byl Hermann Ungar. Žil zde také moravský zemský rabín Abraham Plaček nebo známý mág, astrolog a jasnovidec Erik Jan Hanussen.
| rok       | počet obyvatel |
| --------- | -------------- |
| 1589      | 148            |
| 1727      | 1 531          |
| 1857      | 1 810          |
| 1918–1938 | 400            |

### Významné osobnosti židovského města
- Benjamin Seeb Wolf ben Samuel ha-Levi Boskowitz (po roce 1746, Boskovice – 10. sivan 1818, Bonyhád, Maďarsko), rabín
- Friedrich Eisler (18. dubna 1883, Boskovice – 21. října 1936, Vídeň), lékař, specializace na bádání v oblasti nemoci kostí
- Josef Hermann Eisler (18. dubna 1835, Boskovice – 24. února 1890, Vídeň), zpravodaj, redaktor, básník
- Leopold Eisler (11. února 1825, Boskovice – 30. června 1909, Ivanovice), rabín
- Max Eisler (17. března 1881, Boskovice – 8. prosince 1937, Vídeň), profesor a docent
- Edmund Eysler (12. března 1874, Vídeň, ale domovskou příslušnost měl v Boskovicích – 4. října 1949, Vídeň), hudební skladatel (zaměření na komorní hudbu, klavírní skladby a později opery a balety)
- Chatam Sofer (Moše Schreiber; 1762, Frankfurt – 1839, Bratislava), rabín, spisovatel (studoval v boskovické ješivě)
- Wilhelm Knöpfelmacher (25. srpna 1866, Boskovice – 23. dubna 1938, Vídeň), lékař a profesor dětského lékařství na vídeňské univerzitě
- Machacit ha-šekel (Samuel ha-Levi Kolin; 1724, Kolín – 20. března 1806, Boskovice), obchodník, učitel, znalec talmudu
- Theodore K. Robb (1937, Boskovice – ?), profesor dějin (emigroval do USA)
- Juda Leib Robinowicz-Kwasnik (30. července 1877, Sadagora – ? Bukovina ?), ještě roku 1922 žil v Boskovicích, učitel, vydavatel časopisu, autor učebnice hebrejštiny na základě 90 biblických veršů
- M. Kurt Rabinowicz-Kwasnik (21. června 1914, Boskovice – ?), univerzitní profesor historie v Jeruzalémě, expert na srovnávací práce
- Oskar Kurt Rabinowicz-Kwasnik (13. října 1902, Vídeň – 1969 ?), obchodník, spisovatel (přistěhoval se do Boskovic roku 1906; člen rady Židovské univerzity a Židovské historické společnosti, ředitel Anglo-Federal Banking Corporation; vlastnil obsáhlou knihovnu, kterou odkázal Národní a univerzitní knihovně v Jeruzalémě)
- Erich Rohan (Gelbkopf; 7. dubna 1925, Boskovice – 2014, Kolín nad Rýnem), řečník, publicista, výzkumník textilního průmyslu
- Meir Raphael Springer (? – ? Boskovice), rabín, působil v záchranném výboru Agudas Israel – světová židovská organizace – jako generální tajemník
- Alfred Abraham Ticho (27. října 1883, Boskovice – listopad 1960, Jeruzalém), lékař (specializace na ofthalmologii, vlastník soukromé oční kliniky, zajímal se o boj proti trachomu, sběratel židovských svícnů – menor)
- Aharon Ticho (1883, Boskovice – ?), zemědělec (studoval zemědělské stroje, přestěhoval se do Palestiny)
- Anna Tichová (27. října 1894, Brno – 1. března 1980, Jeruzalém), její otec pocházel z Boskovic; malířka, absolvovala výtvarné činnosti v Paříži, Amsterodamu, Londýně a New Yorku; zaměřovala se na kresbu krajiny kolem Jeruzaléma a portréty lidí
- Hermann Ungar (20. dubna 1893, Boskovice – 28. října 1929, Praha), spisovatel, psal povídky, romány a dramata; studoval hebrejštinu, arabštinu a práva; pracoval jako koncipient v advokátní kanceláři, dramaturg divadla, bankovní úředník, pracovník českého vyslanectví, na ministerstvu zahraničí
- Hermann Wassertrilling (Zebi Hirsch ben Nathan; první polovina 19. stol., Boskovice – ?) učitel, rabín, spisovatel
- Ignatz Wilhelm (1842, Boskovice – ?, Vídeň), vydavatel a redaktor časopisu, měl titul „císařský rada“
- PhDr. Bruno Zwicker (17. února 1907, Knínice u Boskovic – noc z 29. na 30. září 1944), knihovník, řečník (studoval filozofii, dějepis, zeměpis; uměl hovořit německy, latinsky, francouzsky, anglicky, rusky, polsky, španělsky, italsky, srbochorvatsky a bulharsky)

## Festival Boskovice - Festival pro židovskou čtvrť
Od konce 80. let se občané snažili zachránit kulturní památku Židovské čtvrti. Sdružení Prostor se proto obrátilo na sdružení Unijazz a vznikl několikadenní letní festival Boskovice (s podtitulem „pro zachování a obnovu židovské čtvrti“).
Na pořádání akce se podílí Městský úřad Boskovice, Ministerstvo kultury ČR, Nadace Český hudební fond, Česko-německý fond Budoucnosti, místní podnikatelé, školy a jiná zařízení, instituce nebo organizace.
Tento festival se koná od roku 1993 se spoluprací s mnoha organizacemi (především místní). Akce probíhá po celém městě – v letním kině, na hradě, v kině, v muzeu, v synagoze, v evangelickém kostele apod. V době festivalu je židovský hřbitov otevřený veřejnosti.
Díky tomuto festivalu nastalo mnoho změn. Polovina soukromých domů se opravila, město nechalo opravit fasády městských domů a byly opraveny rozvodné sítě. Došlo také na opravu komunikací. Roku 1996 byla opravena brána a také zeď mezi ghettem a zámeckým parkem. Muzeum Boskovicka vytvořilo roku 1994 expozici věnovanou Židovské obci. Expozice se později roku 2002 přestěhovala do synagogy Maior, která byla nově kompletně zrekonstruována. Spolek přátel Boskovic vytvořil roku 1999 naučnou stezku přes Židovské město. V této stezce se nachází 27 objektů. V roce 2003 byla zrekonstruována kašna na náměstí U Vážné studny.
V roce 1993 byla odhalena pamětní deska Hermanu Ungarovi a roku 1998 pamětní deska Ignáci Zvi-Tichovi. Veškeré opravy však ještě neskončily. Je nutné zastavět proluky po požáru z důvodu ohrožení okolních domů.

## Fotogalerie

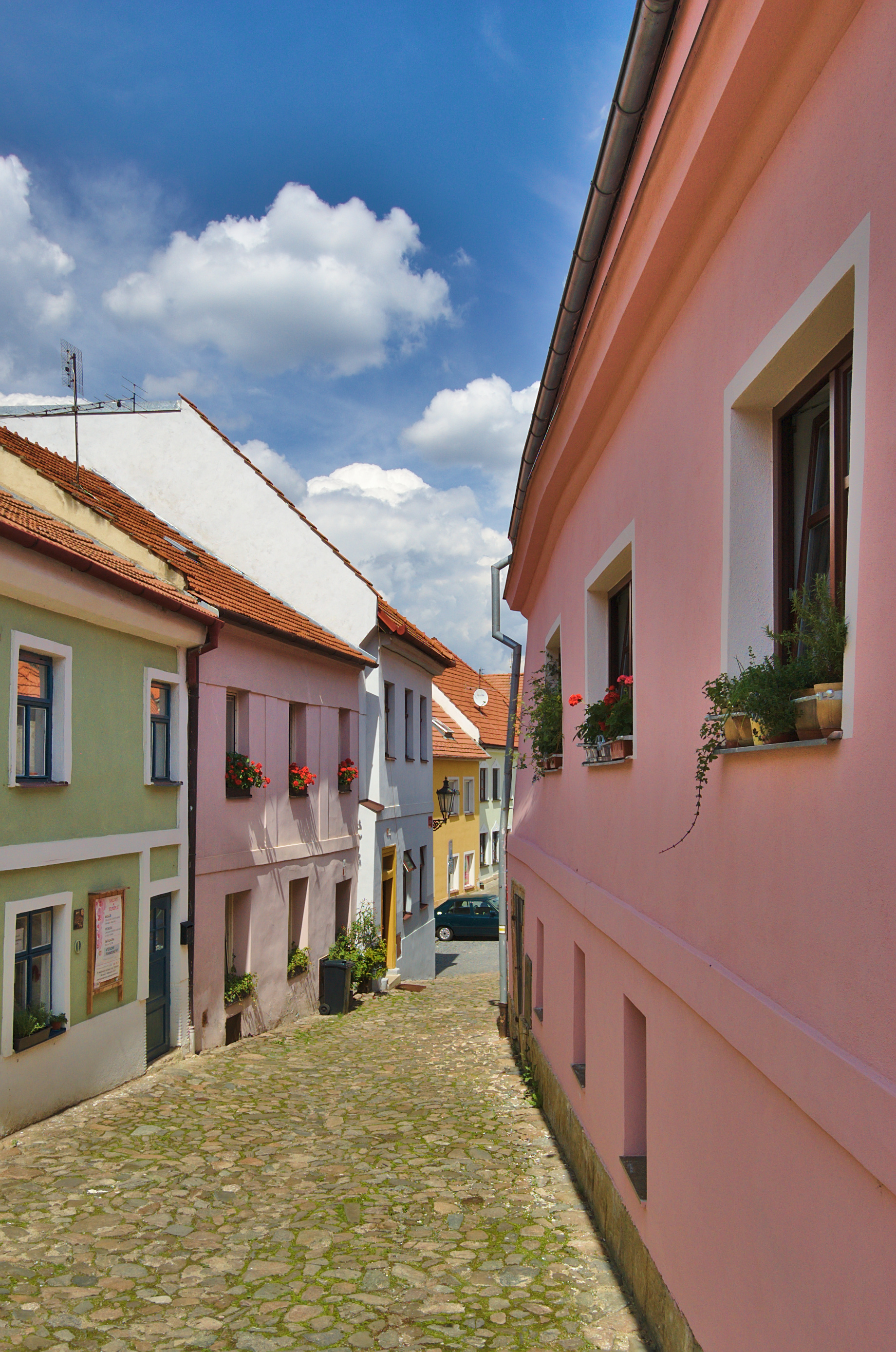
Ulice U Templu
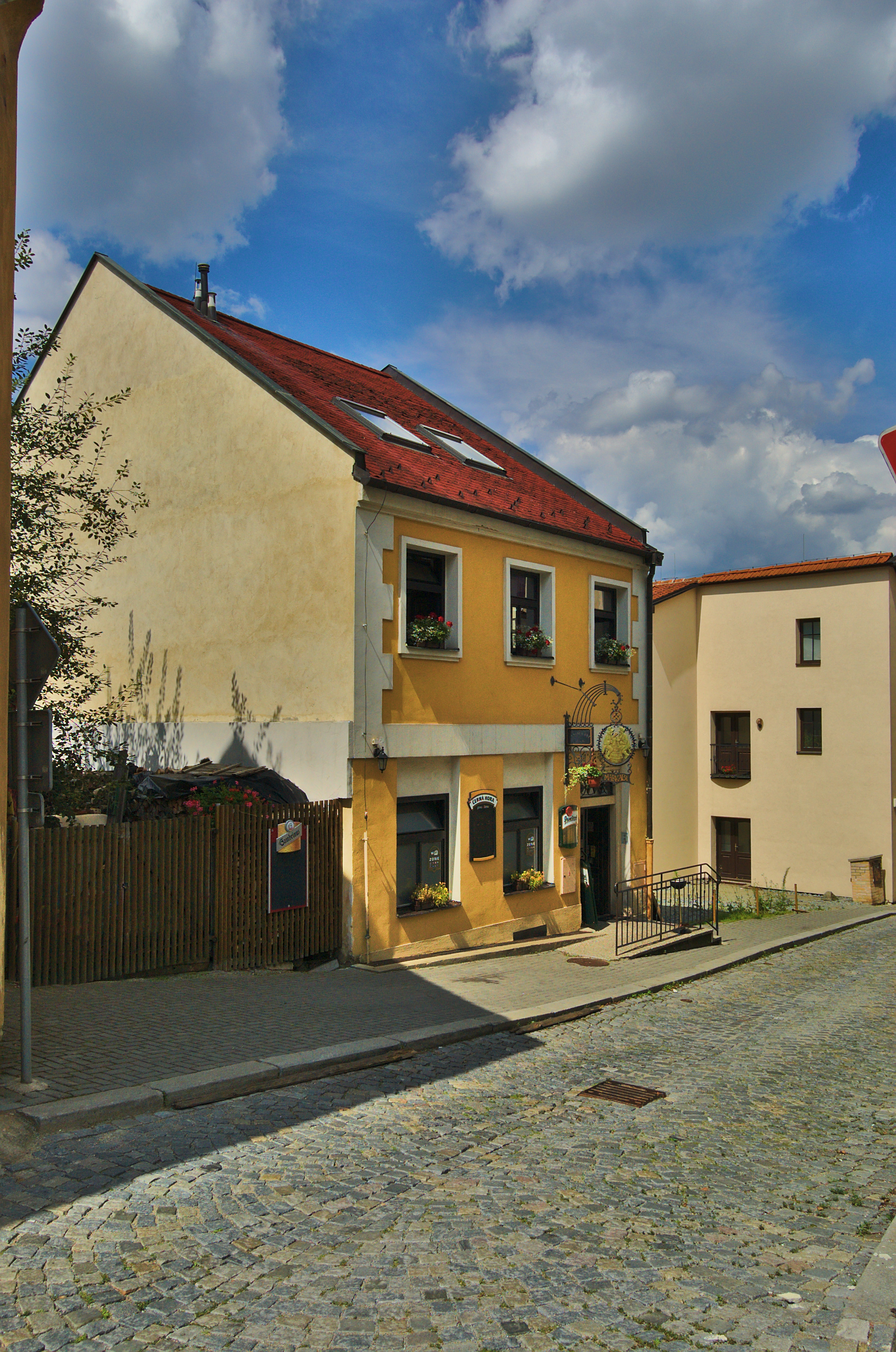
Židovský dům
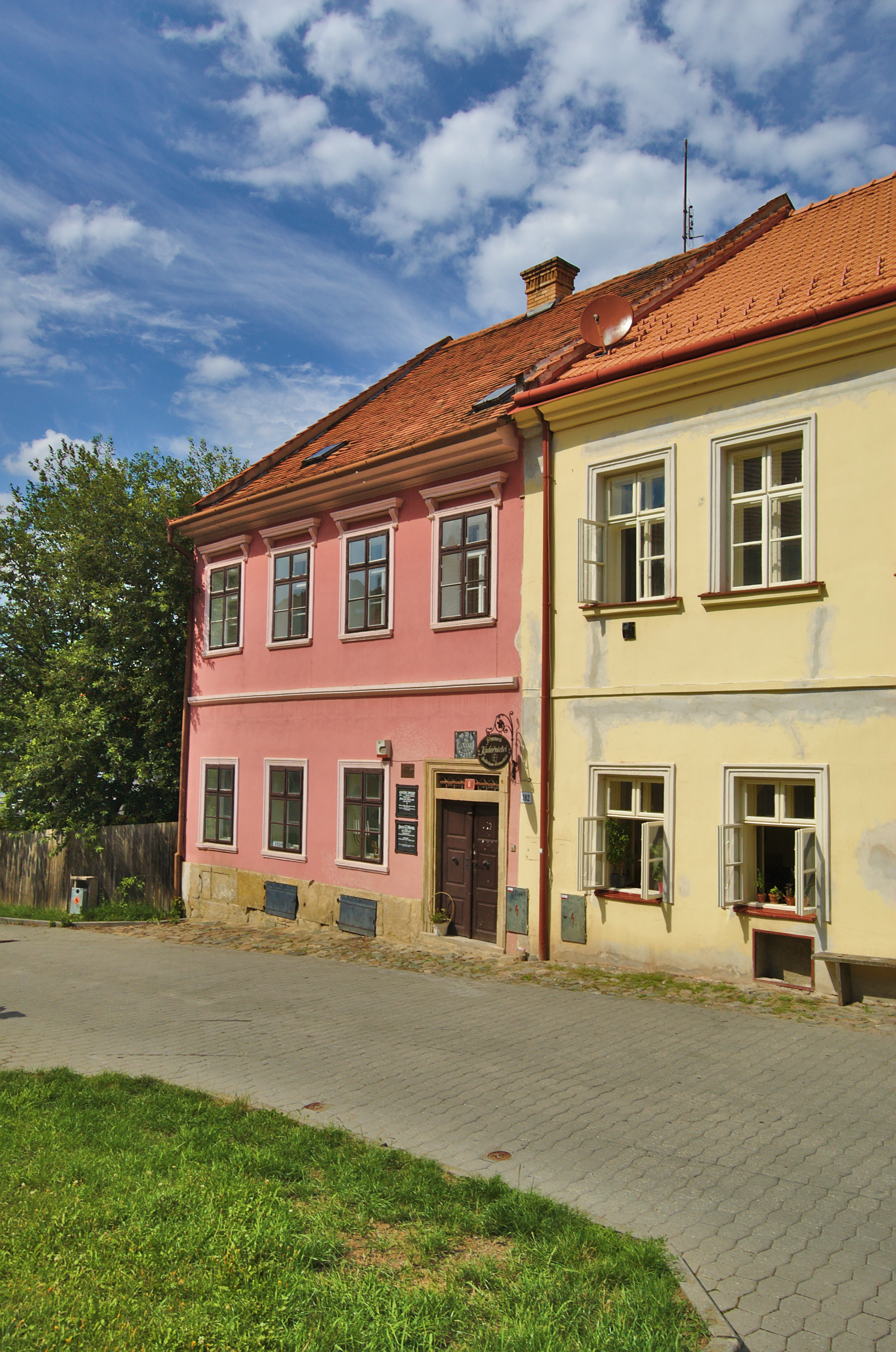
Židovský dům
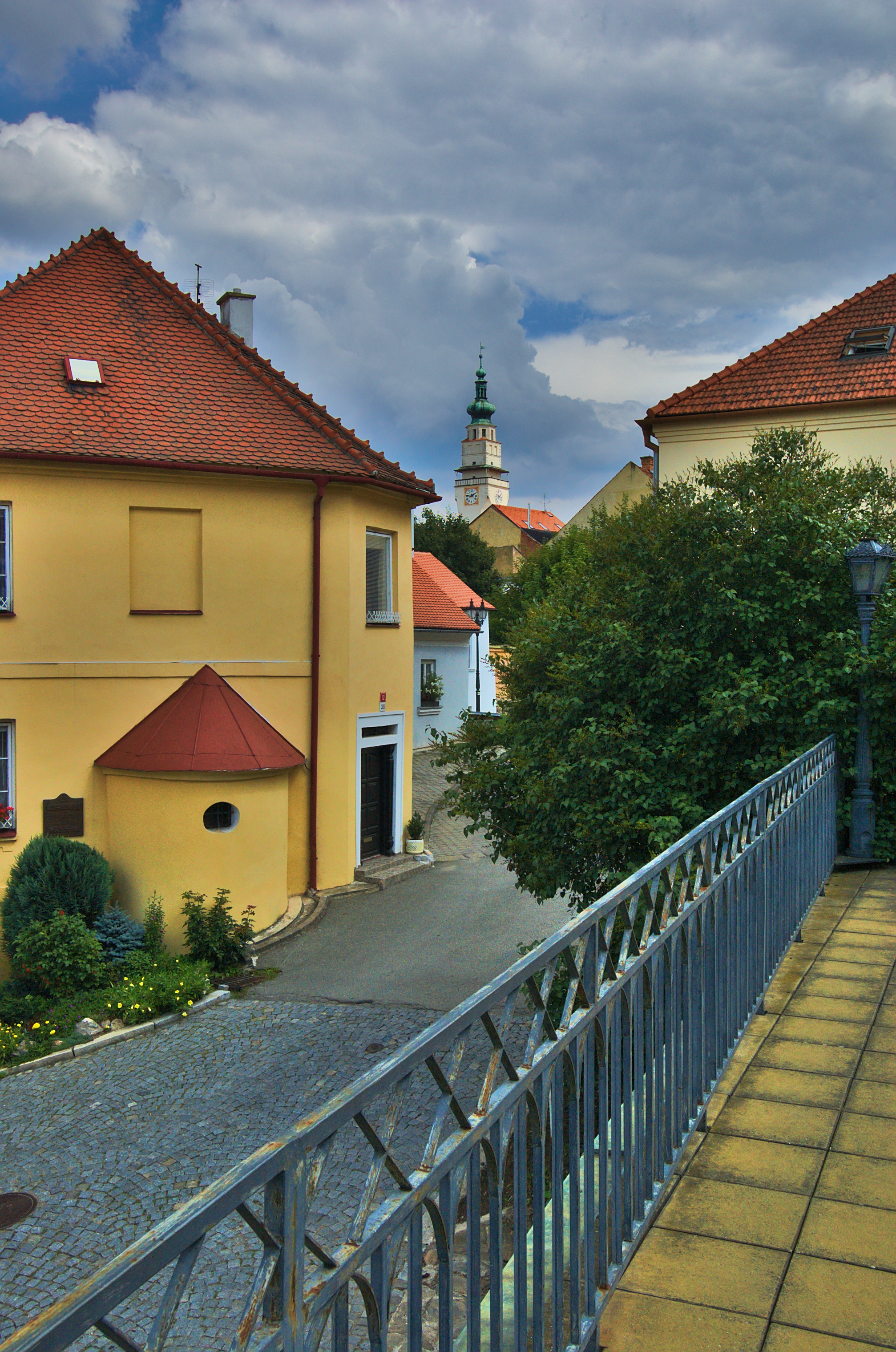
Židovský dům
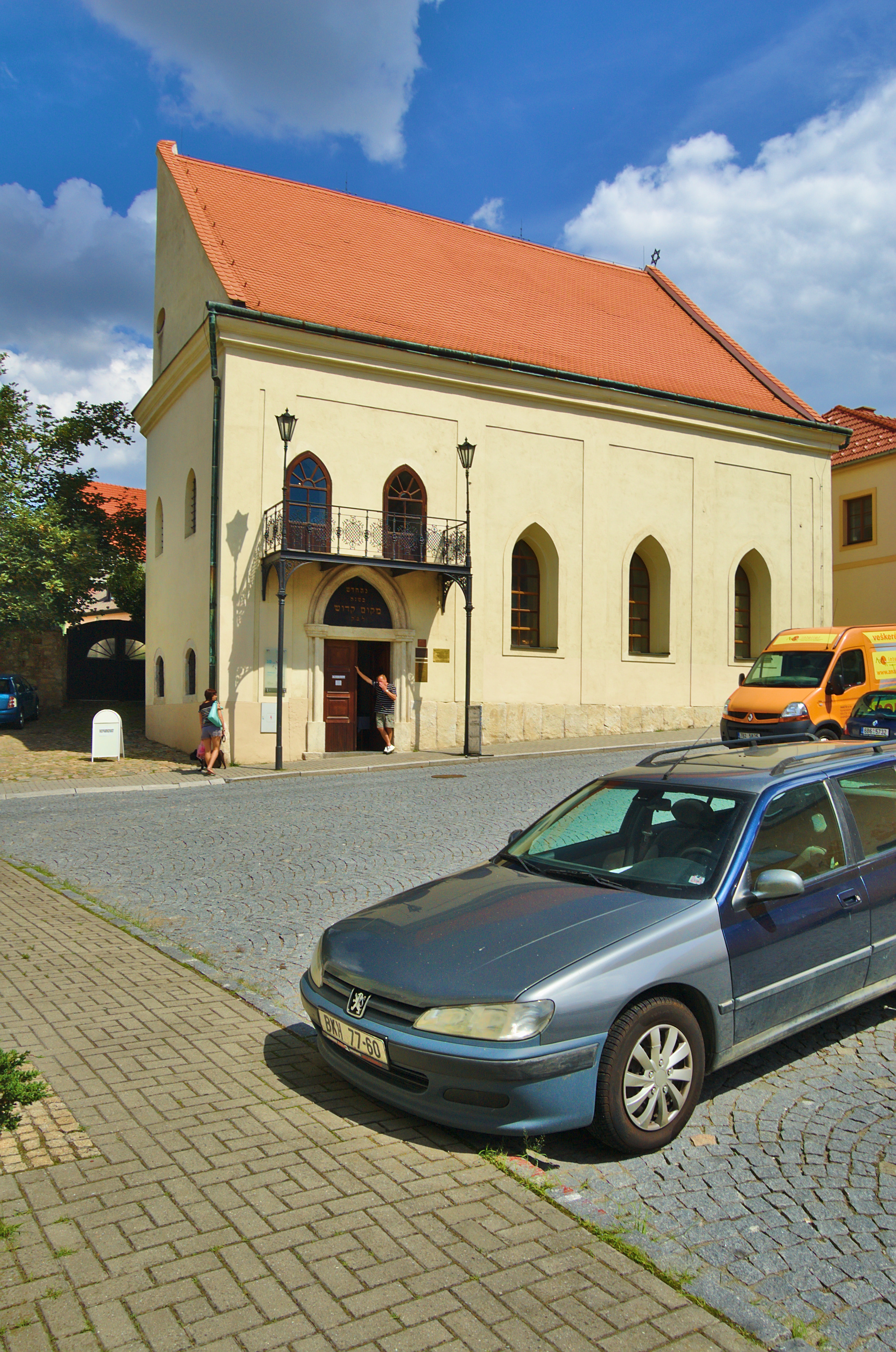
Synagoga maior
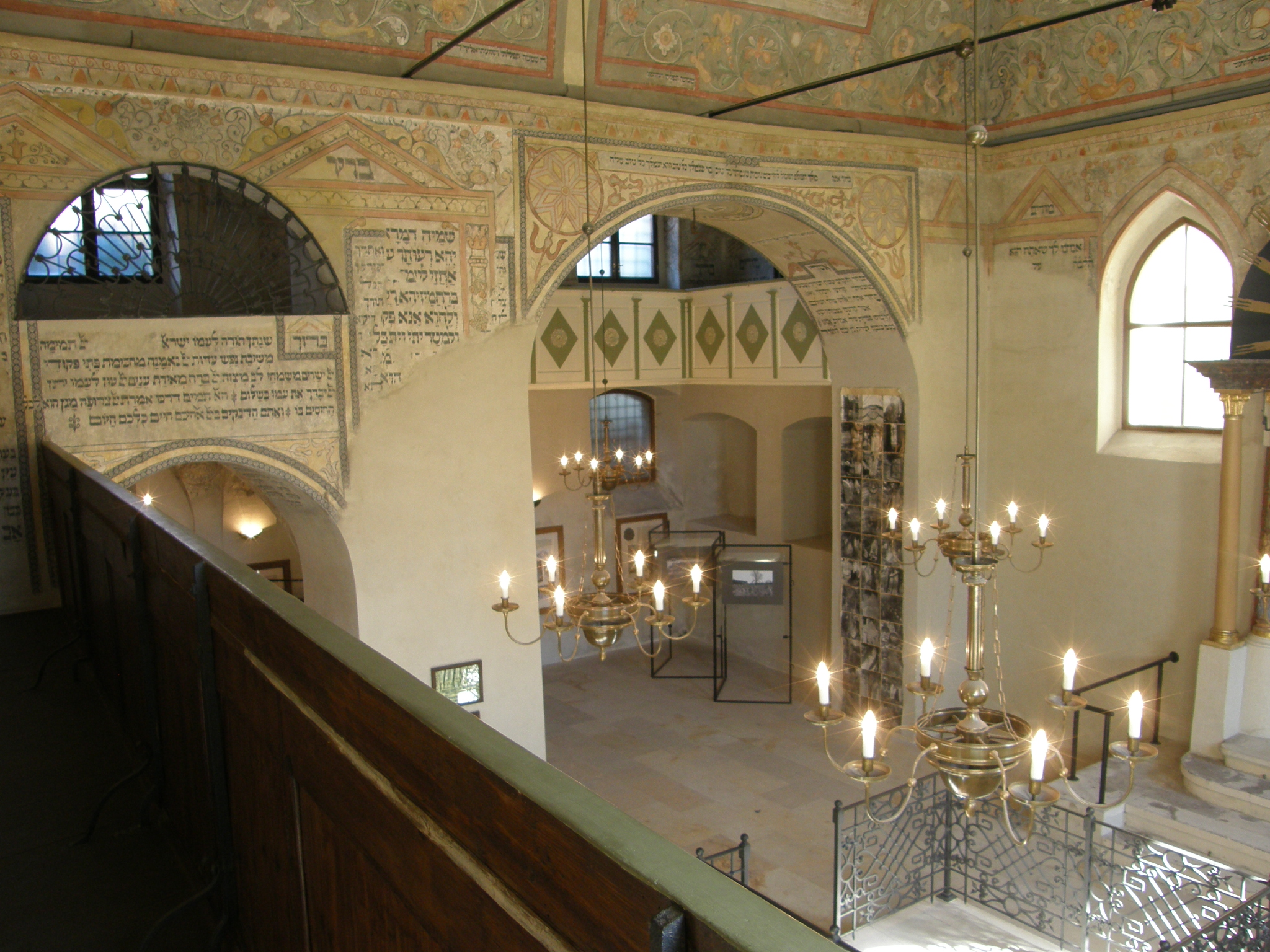
Interiér synagogy maior
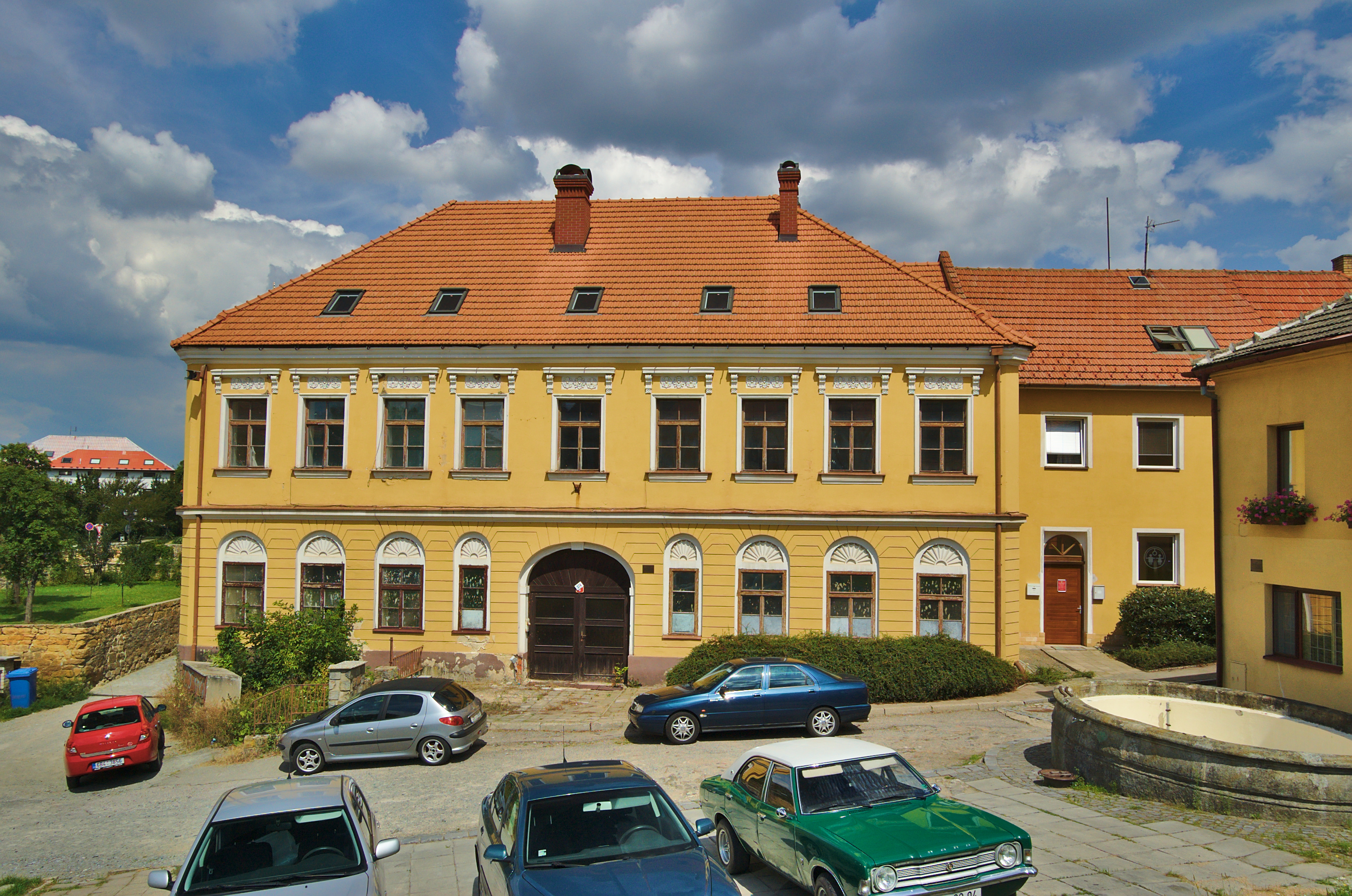
Židovský dům
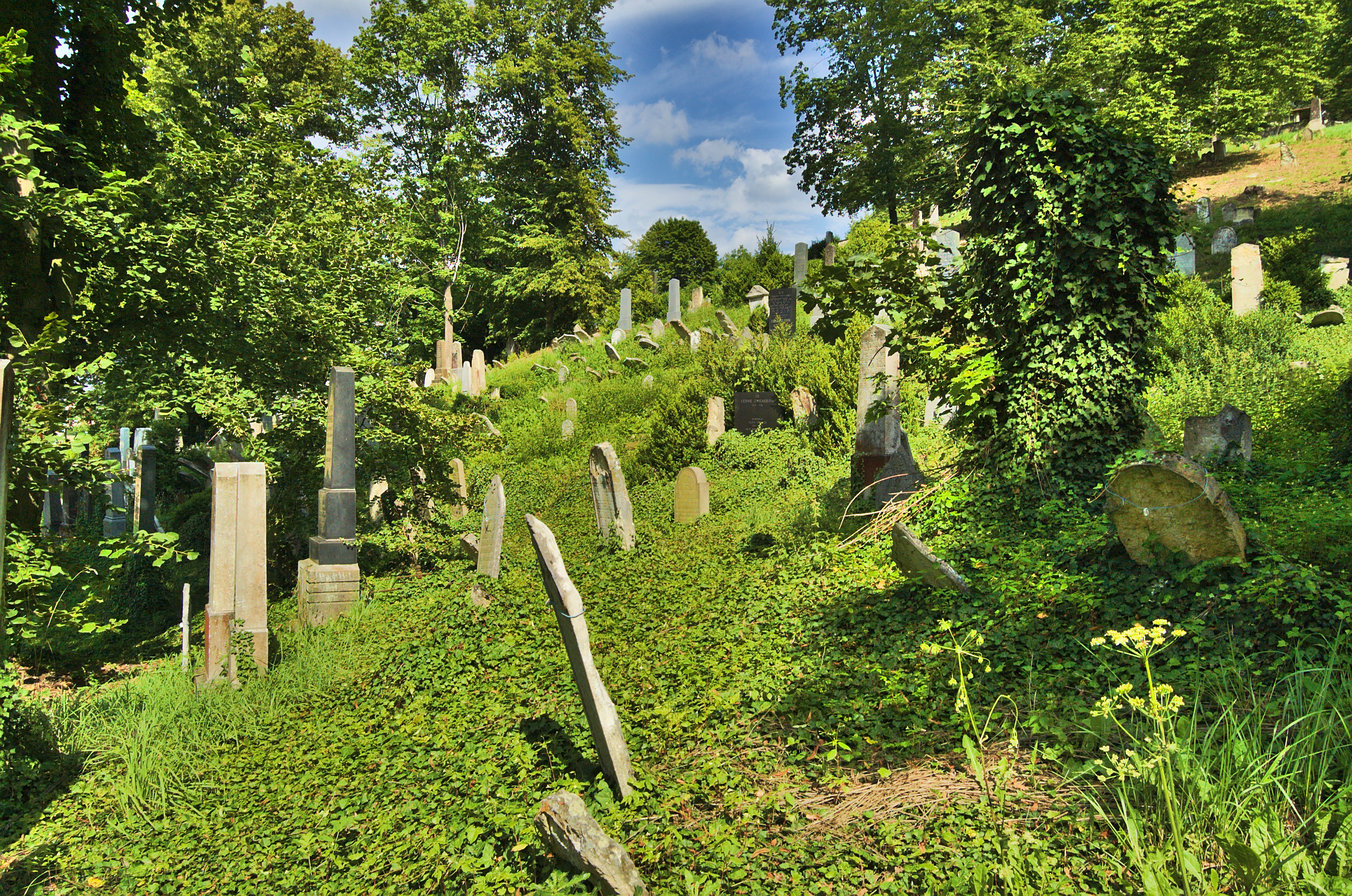
Židovský hřbitov
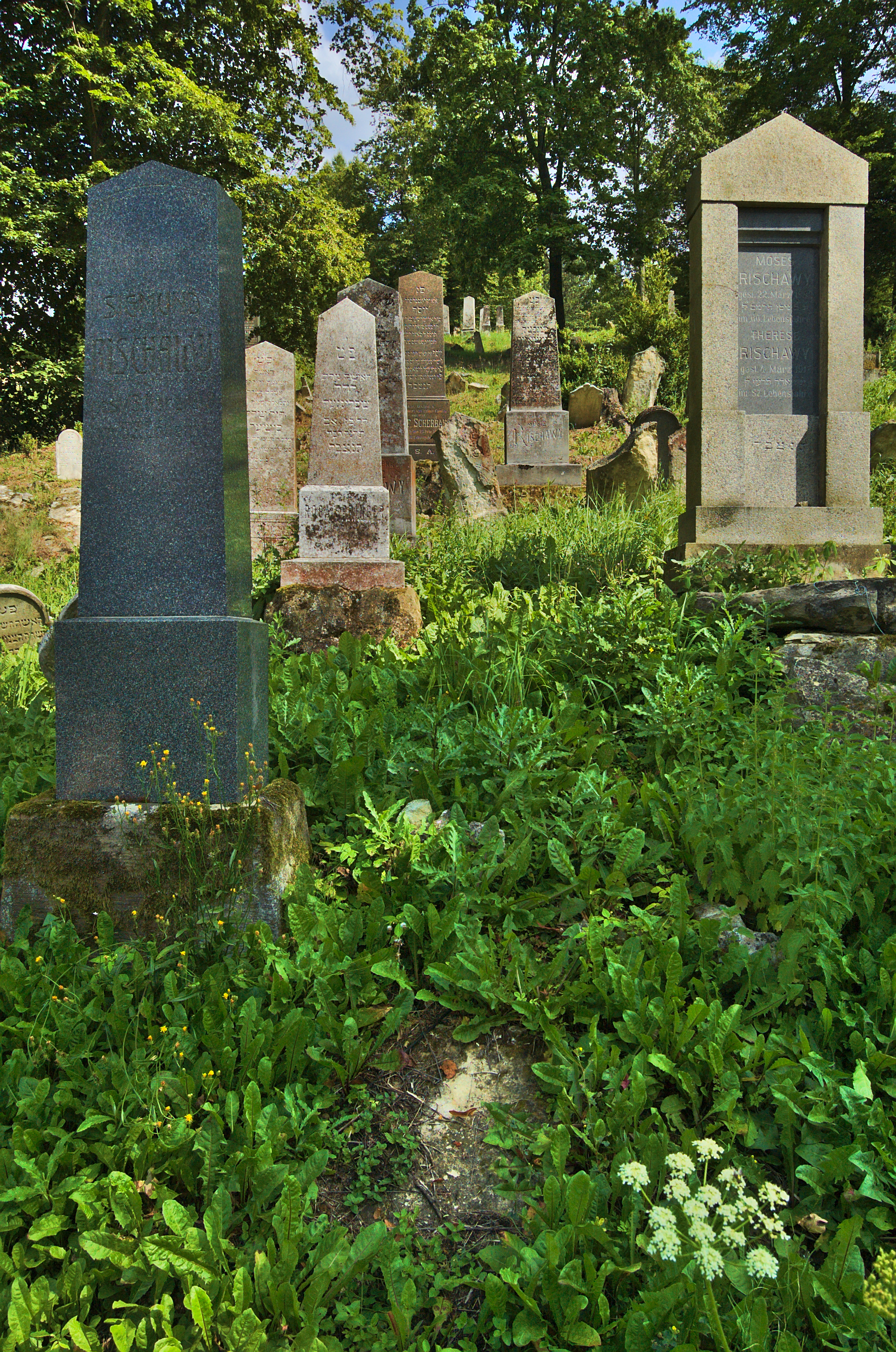
Židovský hřbitov
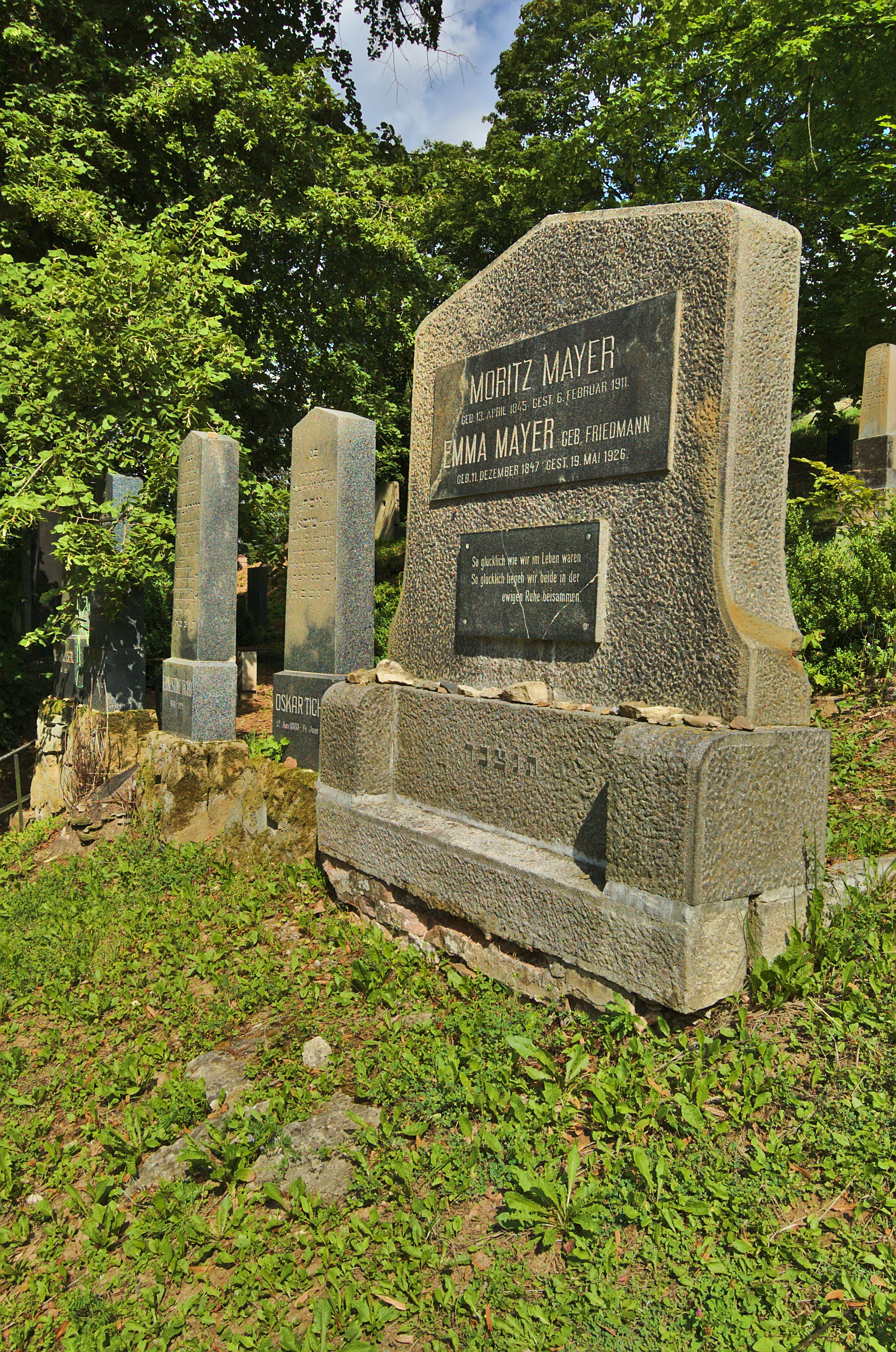
Židovský hřbitov